# Turistická značená trasa 4277
 Turistická značená trasa 4277 je 3,5 km dlouhá zeleně značená trasa Klubu českých turistů v okrese Chrudim spojující Křižanovickou přehradu s údolím Chrudimky pod ní. Její převažující směr je východní. Celá trasa se nachází na území CHKO Železné hory a tvoří součást Keltské naučné stezky.

## Průběh trasy
Počátek trasy 4277 se nachází na levém břehu Chrudimky asi 0,5 km nad hrází Křižanovické přehrady na rozcestí se žlutě značenou trasou 7339 ze Slatiňan do Horního Bradla. K vlastní hrázi je nutné sestoupit právě po této značené trase. V úvodních fázích trasa 4277 obchází Oppidum České Lhotice, aby se poté opět vrátila do souběhu s trasou 7339, a s ní vede do nedaleké vsi Hradiště. Odtud již samostatně prudce podél potoka sestupuje severním směrem do údolí Chrudimky přičemž míjí Hradišťský vodopád. Na dně údolí mění směr na východní a podél řeky prochází přírodní rezervací Krkanka na rozcestí Peklo, kde končí. Zde na ní přímo navazuje zeleně značená trasa 4312 do Libáně a prochází modře značená trasa 1915 od sečské přehrady do Chrudimi.

## Historie
Úsek mimo oppidum byl původně vyznačen žlutě a byl součástí trasy 7339. Po jejím přetrasování do západnější polohy byl přeznačen na zeleno a doplněn úsekem přes oppidum.

## Turistické zajímavosti na trase
- Křižanovická přehrada
- Keltská stezka u Nasavrk
- Oppidum České Lhotice
- Pomník Mistra Jana Husa v Hradišti
- Evangelický kostel v Hradišti
- Studánka Brighit
- Hradišťský vodopád
- Přírodní rezervace Krkanka